# Ozyptila mingrelica
Ozyptila mingrelica es una especie de araña cangrejo del género Ozyptila, familia Thomisidae.

## Distribución
Esta especie se encuentra en Georgia.